# افرای تاتار
افرای تاتار (نام علمی: Acer tataricum) نام یک گونه از سرده افرا است.